# كأس أبطال أوروبا لكرة السلة 1964–65
كأس أبطال أوروبا لكرة السلة 1964–65  هو الموسم 8 من  الدوري الأوروبي لكرة السلة. أشرف على تنظيمه الاتحاد الأوروبي لكرة السلة، وكان عدد الأندية المشاركة فيه  25، وفاز فيه ريال مدريد لكرة السلة.